# George Morin
George Morin (* 1. Oktober 1831 in Neustift bei Freising, Oberbayern; † 18. Juni 1918 in München-Haidhausen) war ein deutscher Publizist, Journalist und Dichter.

## Leben
George Morin wurde 1831 als Sohn eines Wachtmeisters des 2. Bayerischen Kürassier-Regiments in Neustift bei Freising geboren. Er besuchte die Elementarschule in Freising sowie, bedingt durch dienstliche Versetzungen des Vaters, die Lateinschulen in Landshut und München. Schließlich wurde der Vater in der Funktion eines Zolleinnehmers nach Germersheim in die bayerische Pfalz versetzt.
Als junger Mann machte Morin die Bekanntschaft mit Ludwig Uhland, der ihn seinerseits an den Arzt und Schriftsteller Justinus Kerner in Weinsberg empfahl. Zum Broterwerb übernahm er zunächst eine Funktionsstelle bei der Regierung von Niederbayern in Landshut, wechselte 1864 als Redakteur nach Straubing und ging schließlich nach München. Hier gab er das politisch-literarische Wochenblatt Germania heraus und war bis Mai 1875 Redakteur des deutsch-nationalliberalen Bayrischen Landboten. Gleichzeitig war er freier Mitarbeiter einer deutschen Zeitung in London und nordamerikanischer Journale, darunter der deutschsprachigen New Yorker Abend-Zeitung. Die kulturhistorischen Artikel über München und Bayern, die er für diese Blätter lieferte, fanden das wohlwollende Interesse König Ludwigs II. von Bayern.
1875 war er als Redakteur der Passauer Zeitung, ab 1884 wieder des Bayrischen Landboten in München tätig. Morin hielt Vorträge und veröffentlichte eigene Gedichte und Erzählungen, biographische Essays, historische Betrachtungen, Beiträge zu Reiseführern sowie Texte zu einem Festspiel und einem 1871 in München aufgeführten Einakter. Verheiratet war Morin ab 1859 mit Elise Braunhofer († 1889). Der gemeinsame Sohn Heinrich Morin wirkte als Studienprofessor in München und betätigte sich u. a. als Illustrator naturwissenschaftlicher Veröffentlichungen, darunter zu einer Naturkunde für Mittelschulen (1891), Brehms Tierleben (ab 1892) und den Heilpflanzen- und Kräuterbüchern von Heinrich Marzell (1924, 1935).
Morin war Inhaber der Ludwigsmedaille, der großen goldenen Medaille von König Oskar II. von Schweden und weiterer Auszeichnungen durch Königin Josefine von Schweden und von Herzog Max in Bayern.

## Schriften
- Mein halbes Leben. Eine Sammlung von, meiner lieben unvergesslichen Frau Elise Morin, gewidmeten Gedichte. 1860.
- Stern und Rose. Poetische Erzählung aus dem Orient in 5 Gesängen. Landshut, Selbstverlag des Verfassers in Commission bei [Philipp] Krüll, 1863.
- Das Jahr 1864. Patriotisches Festspiel. 1864.
- Ueber Arkolays falsche "Mahnung" an alle falschen "Patrioten": Eine gründliche Widerlegung dieser vaterlandsverrätherischen Schrift von einem Süddeutschen. München, G. Franz, 1869.
- Zum vierhundertjährigen Albrecht Dürer-Jubiläum: Ein Toast gedichtet und gesprochen von George Morin beim Festmahl im Bayerischen Hof zu München am 21. Mai 1871. München, Gg. Franz'sche Buchdruckerei, 1871.
- Die Fee Morgana, Neujahr-Scherz in einem Akt; Text: George Morin; mit u. a. Philomena Mitius (Fee Morgana): Königliches Theater am Gärtnerplatz, 31. Dezember 1871.
- Erinnerungs-Blatt an den Einzug der siegreichen bayerischen Truppen in München am 16. Juli 1871. Mit zwei Vignetten (Holzstich): Siegestor und Büste der ‚Germania‘. Gg. Franz, München, 1871.
- König, Dichter und Maler. Dem Andenken Karl's XV., König von Schweden und Norwegen, gewidmet. Leipzig, Theile, 1875.
- Passau, das Coblenz der Donau. Eine kulturhistorische Studie. Passau 1878.
- Aus ruhmvollen Tagen. Erinnerung an den deutsch-französischen Krieg 1870-1871 nach dem Tagebuche eines bayerischen Offiziers mitgetheilt. München, Franz, 1882.
- König Ludwig II. von Bayern. Sein Leben, Wirken und Tod geschildert. 1886.
- Münchener Dichtergrüße an die deutschen Turner, herausgegeben von George Morin und Ludwig Aub. München. Verlag und Druck von S. Freund 1889.
- Gesammelte Gedichte. 1892.
- Regentropfen. Ernste und heitere Gedichte. München., M. Poeßl, 1893.
- Erzählungen eines Wandervögleins. Stimmungsbilder aus verschiedenen Zonen und Zeiten. 1896.
- Neuester Plan und Wegweiser von München. Mit besonderer Berücksichtigung der Kunstschätze, Sehenswürdigkeiten und der bayrischen Königsschlösser. Griebens Reiseführer Band 19, mit Stadtplan. Berlin, Albert Goldschmidt 1896.
- Ein neuer Liederfrühling. Gedichte. 1901.
- Das Buch der Feen, Nixen und Sirenen. Romantische Gedichte, verfaßt "im 80. Lebensjahre". [1911].
- Altbayerische Dialekt-Dichtungen, (o. O., o. J.).

Briefe und Manuskripte
- Münchner Stadtbibliothek Monacensia, Nachlass Richard Riemerschmid: eigenhändige Briefe an Ida Hofmann (1864–1926) (München, 29. August 1892); Ida Riemerschmid (1868–1957) (München, 29. August 1892; München, 1. September 1892; München, 17. November 1892); Martin Greif, zu seinem 50. Geburtstag am 18. Juni 1889 (München); 4 Briefe an Unbekannt (München, 1. Juni 1887; München, 29. März 1888; München, 31. Dezember 1899; München, 5. September 1916)
- Münchner Stadtbibliothek Monacensia, Nachlass M. Schmidt (Waldschmidt), Den Schönen, o.O.und J.; 2 eigenh. Briefe an Maximilian Schmidt, (o. O., 27. August 1888; München/Haidhausen, 6. Oktober 1901).
- Münchner Stadtbibliothek Monacensia: Sinnspruch, Manuskript, München 1908.
- München, Bayerische Staatsbibliothek: Eigenhändige Briefe an Bayerische Staatsbibliothek München (München, 22. September 1911); Karl Zettel (1831–1904) (o. O., o. D.); Heinrich von Brunn (1822–1894) (München, 9. Februar 1871); Julius Grosse (1828–1902) (o. O., o. D.); Philomene Hartl-Mitius (1852–1928). Mit Porträtfoto (München, 15. April 1911); Wladimir Schindler (1866-(München 1911/12); Hans Schnorr von Carolsfeld (1862–1933) (München, 31. Dezember 1914); an Unbekannt (o. O., o. D.).
- Berlin, Staatsbibliothek, Handschriftenabteilung, Sammlung Ludwig Darmstädter: Manuskript zum Gedicht "Einsam auf der Höhe", mit Bildnis; Brief an Unbekannt, Paris, 2. Juni 1878.